# Hoffmans
Hoffmans er en roman fra 2003 af den danske forfatter Morten Sabroe.
Den forkælede og selvoptagede tv-producer, Frederik Hoffman, er besat af drømmen om at blive kendt. Hans kone, Charlotte, er for længst flygtet ind i sig selv, og deres datter, Julie, lever i sin egen redigerede videoverden.
Alle tre kæmper en desperat kamp for at opnå det største af alt – at blive set.
Indtil et skæbnesvangert besøg hos en luder og en druknet mand i Københavns Havn ændrer deres liv katastrofalt.
| Bog | Spire Denne artikel om bøger og tidsskrifter er en spire som bør udbygges. Du er velkommen til at hjælpe Wikipedia ved at udvide den. |